# Mandaree (Dakota del Norte)
Mandaree es un lugar designado por el censo ubicado en el condado de McKenzie en el estado estadounidense de Dakota del Norte. En el censo de 2010 tenía una población de 596 habitantes y una densidad poblacional de 20,52 personas por km².

## Geografía
Mandaree se encuentra ubicado en las coordenadas 47°44′42″N 102°41′51″O / 47.74500, -102.69750. Según la Oficina del Censo de los Estados Unidos, Mandaree tiene una superficie total de 29.05 km², de la cual 29.02 km² corresponden a tierra firme y (0.1%) 0.03 km² es agua.

## Demografía
Según el censo de 2010, había 596 personas residiendo en Mandaree. La densidad de población era de 20,52 hab./km². De los 596 habitantes, Mandaree estaba compuesto por el 3.02% blancos, el 0% eran afroamericanos, el 96.14% eran amerindios, el 0% eran asiáticos, el 0% eran isleños del Pacífico, el 0.17% eran de otras razas y el 0.67% pertenecían a dos o más razas. Del total de la población el 7.21% eran hispanos o latinos de cualquier raza.